# Werk (Urheberrecht)
Ein Werk ist eine geschützte oder eine schützbare Schöpfung im Sinne des Urheberrechts. Das zentrale internationale Abkommen zum Urheberrecht, die Revidierte Berner Übereinkunft, setzt den Begriff voraus und definiert lediglich Werkarten. „Die Prüfung im Einzelfall, was als Werk anzusehen ist“, bestimmt sich „nach dem Recht des Schutzlands.“ Das TRIPS-Abkommen und das Welturheberrechtsabkommen enthalten keine eigenen Definitionen, sondern beziehen sich auf die Berner Übereinkunft.

## Gesetzeslage in Deutschland
Werke im Sinne des Urheberrechtsgesetzes (UrhG) „sind nur persönliche geistige Schöpfungen.“ (§ 2 II UrhG) Solche können im Allgemeinen auf den Gebieten der Literatur, der Wissenschaft und der Kunst geschaffen worden sein. In einer nicht abschließenden Aufzählung werden in § 2 Abs. 1 UrhG als „Geschützte Werke“ folgende Werkarten erwähnt:
1. Sprachwerke (das sind Schriftwerke, gesprochene Werke wie Reden und Podcasts, Computerprogramme)
2. Musikwerke
3. Pantomimische Werke einschließlich Werke der Tanzkunst
4. Werke der bildenden Künste einschließlich der Werke der Baukunst und der angewandten Kunst
5. Lichtbildwerke
6. Filmwerke
7. Darstellungen wissenschaftlicher und technischer Art.

Maßgeblich, ob ein geschütztes Werk vorliegt, ist, ob eine in § 2 Abs. 2 UrhG nicht näher definierte persönliche geistige Schöpfung vorliegt. Voraussetzung dafür ist die Individualität der Schöpfung, wofür sich die Schöpfungshöhe als quantitatives Maß der Individualität durchgesetzt hat.

### Werkscharakter
Im deutschen Urheberrecht stellt die Frage, wann ein Werk vorliegt, einen zentralen Gegenstand der juristischen Diskussion und Rechtsprechung zum Urheberrecht dar. Im umfangreichsten Kommentar zum deutschen Urheberrechtsgesetz (UrhG) widmet sich Ulrich Loewenheim der Auslegung von § 2 UrhG. Davon sind die ersten fünf Seiten eine Literaturauflistung im Kleindruck.

### Schutzvoraussetzungen
Nach Loewenheim unterscheidet man vier Elemente oder Schutzvoraussetzungen des Werkbegriffs:
- Es muss eine persönliche Schöpfung des Urhebers vorliegen.
- Sie muss einen geistigen Gehalt haben.
- Sie muss eine wahrnehmbare Formgestaltung aufweisen.
- Es muss in ihr die Individualität des Urhebers zum Ausdruck kommen.

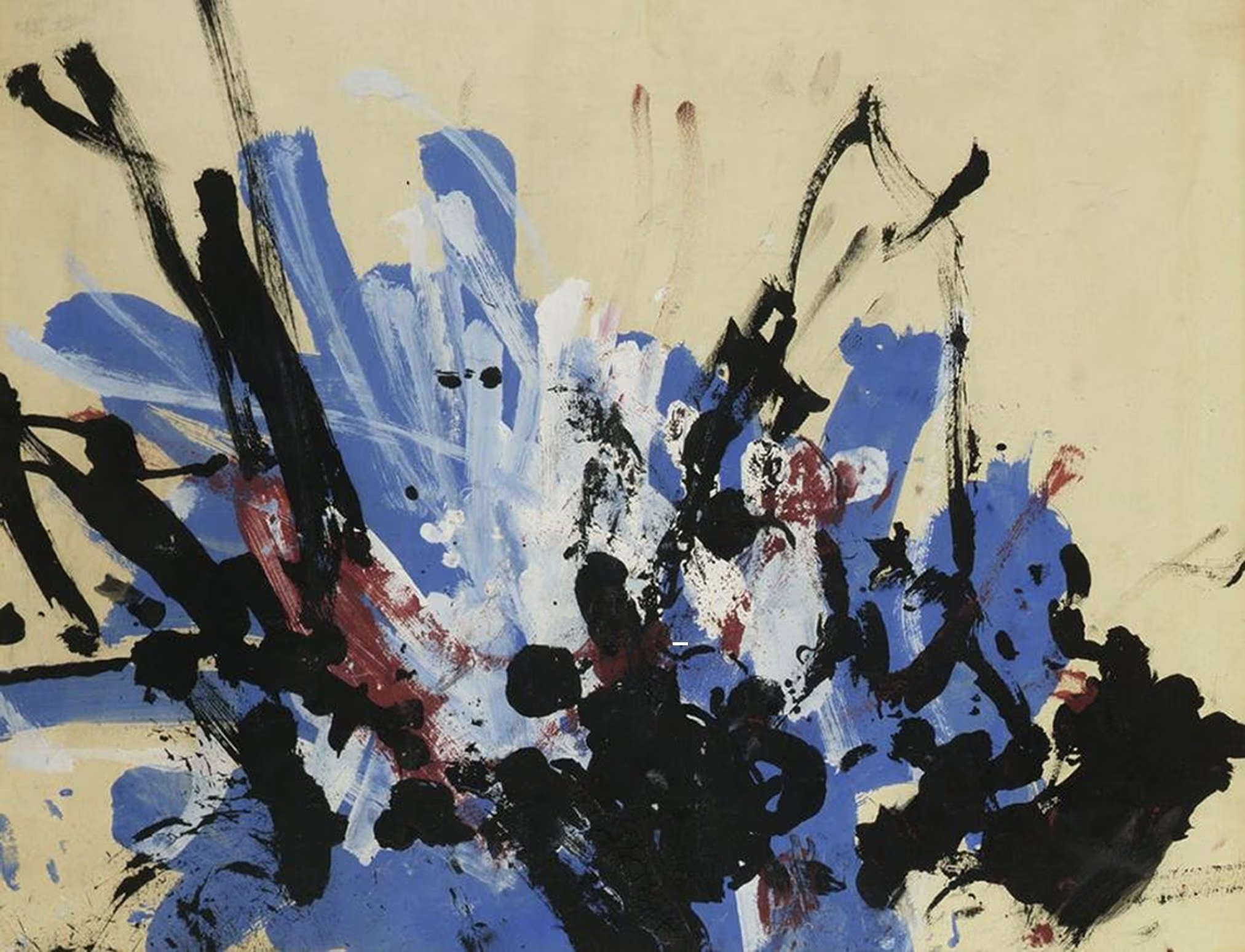
Urheberrechtlich nicht geschütztes Schimpansengemälde

Persönliche Schöpfung
Dieses Kriterium schließt Hervorbringungen der Natur, von Maschinen und Tieren aus. Urheber sind stets Menschen (natürliche Personen). Die Werke von malenden Schimpansen sind daher nicht urheberrechtlich geschützt. Irgendwo vorgefundene Gegenstände, etwa ein besonders bizarrer Ast, genießen keinen Urheberrechtsschutz. Für die sogenannten Ready-mades oder objets trouvés (wie von Marcel Duchamp) ist allerdings bereits das umstritten. Ein Gedicht, das von einem Zufallsgenerator erzeugt wird, ist nicht schutzfähig. Für die Schaffung des Werkes ist der geistige Zustand oder die Geschäftsfähigkeit des Urhebers unerheblich.
Geistiger Gehalt
Es muss der (menschliche) Geist im Werk zum Ausdruck kommen.
Wahrnehmbare Formgestalt
Das Werk muss eine bestimmte Form angenommen haben, die der Wahrnehmung durch die menschlichen Sinne zugänglich geworden ist. Es ist nicht nötig, dass es körperlich fixiert wurde. Auch ein Happening kann geschützt sein.
Individualität
Sie gilt als zentrales Kriterium des Werkbegriffs. Je stärker die Individualität des Urhebers im Werk zum Ausdruck kommt, desto eher liegt die erforderliche Schöpfungshöhe vor. Unabhängig davon genießen Werke, die von zwei Urhebern unabhängig geschaffen worden sind, aber sich nahezu eins-zu-eins gleichen, beide einen eigenen urheberrechtlichen Schutz.
Bei den einzelnen Werkarten (§ 2 Abs. 1 UrhG) wird die Schöpfungshöhe unterschiedlich angesetzt. Dies gilt vor allem bei Werken der angewandten Kunst (Gebrauchsgegenstände, kunstgewerbliche Gegenstände), für die der Geschmacksmusterschutz unterhalb des Urheberrechtsschutzes in Betracht kommt (siehe unten). Auch innerhalb einzelner Werkarten ist die Ansetzung der Schöpfungshöhe in der Rechtsprechung umstritten oder uneinheitlich. Während etwa journalistische Texte bis auf sehr kurze Meldungen grundsätzlich als geschützt gelten, hat der Bundesgerichtshof (BGH) bei einem Anwaltsschriftsatz eine höhere Schutzuntergrenze zugrunde gelegt, da er ihn dem wissenschaftlichen Bereich zuordnete.

### Keine Berücksichtigung des Aufwands

Urheberrechtlich nicht geschütztes ARD-Logo

Als unerheblich für den Urheberrechtsschutz gelten der Aufwand und die Kosten, mit denen eine Leistung erbracht wurde. Die „rein handwerkliche Leistung, die jedermann mit durchschnittlichen Fähigkeiten ebenso zustande brächte, mag sie auch auf anerkennenswertem Fleiß und auf solidem Können beruhen“, liege „außerhalb der Schutzfähigkeit“, betont die deutsche Rechtsprechung (so das Landgericht Berlin in einer Entscheidung zu Btx-Grafiken). In einer jüngeren Entscheidung des Hanseatischen Oberlandesgerichtes in Hamburg zu Handylogos (siehe auch unten) wird ebenfalls festgestellt, es komme nicht darauf an, ob die Herstellung der Logos aus einzelnen Bildpunkten („Pixel für Pixel“) möglicherweise zeitaufwändig war. Damit gilt in Deutschland das Sweat-of-the-brow-Argument nicht.
Der rein handwerklichen oder routinemäßigen Leistung und damit der Masse des Alltäglichen spricht der Bundesgerichtshof die Individualität ab. Andererseits ist auch die Kleine Münze des Urheberrechts geschützt, also von Werken, die ein Minimum an Schöpfungshöhe aufweisen.

### Abgrenzung zum freien Allgemeingut
„Wenn ich die Zahlen 1, 2, 3, 4, 5 auf ein Blatt Papier schreibe, kann das urheberrechtlich geschützt sein?“, fragte im März 2006 der Londoner Richter Peter Smith im Aufsehen erregenden Plagiatsprozess gegen den Sakrileg-Autor Dan Brown. Rayner James, der Anwalt der Kläger Michael Baigent und Richard Leigh, die dem Bestsellerautor Ideenraub vorwarfen, antwortete: „Ich würde sagen: fraglich, aber möglich“.
Vor allem bei extrem lukrativen, international erfolgreichen Werken wird häufig der Verdacht geäußert, der Urheber habe sich an das geistige Eigentum anderer angelehnt. Aus Anlass der Vorwürfe gegen den Titel No No Never der für den Eurovision Song Contest 2006 für Deutschland nominierten Country-Band Texas Lightning sagte der NDR-Unterhaltungschef Jan Schulte-Kellinghaus: „Solche Vorwürfe gibt es fast jedes Jahr in jedem Land“.
In Urheberrechtskommentaren zum deutschen Recht wird das Gemeingut gern bei der Erörterung der Freien Benutzung (§ 24 UrhG) thematisiert. Ulrich Loewenheim schreibt dazu im Kommentar von Schricker:

„Zum frei benutzbaren […] Gemeingut zählen zunächst tatsächliche Gegebenheiten und Ereignisse, alles, was durch Natur oder Geschichte vorgegeben ist. Dazu gehören die gesamte physische Umwelt des Menschen wie Länder und Landschaften, Fauna, Flora, Naturerscheinungen usw., historische Personen und Geschehnisse […], Tagesereignisse und Nachrichten tatsächlichen Inhalts […], Naturgesetze und Daten.“

Für in Presse und Funk veröffentlichte vermischte Nachrichten tatsächlichen Inhalts und Tagesneuigkeiten stellt § 49 UrhG ausdrücklich fest, dass ihre Verwertung urheberrechtlich zulässig ist.
Fakten und wissenschaftliche Erkenntnisse sind nie geschützt, immer nur ihre konkrete sprachliche Darstellung, soweit diese Schöpfungshöhe erreicht. Als Beispiel sei ein Zitat aus einem Lebenslauf angeführt:

„Als Feodor-Lynen-Stipendiat der Alexander von Humboldt-Stiftung ging er anschließend als Postdoktorand an die University of Michigan, Ann Arbor, wo er bei Prof. Dr. J. W. Allen Vielteilcheneffekte in der elektronischen Struktur metallischer Materialien mit Hilfe von Synchrotronstrahlung untersuchte.“

Auch wenn man unterstellt, dass der ganze Lebenslauf urheberrechtlich geschützt ist, kann man diesen einen Satz bedenkenlos wortwörtlich übernehmen, da eine Urheberrechtsverletzung nur bei Benutzung schöpferischer Werkbestandteile in Betracht kommt. Der zitierte Satz enthält nichts als Fakten in einer denkbar anspruchslosen sprachlichen Form. Da der ganze Lebenslauf allenfalls als Werk der kleinen Münze gelten darf, ist es nicht erforderlich, ihn vollständig umzuformulieren, denn je geringer die Schöpfungshöhe ist, umso geringer ist auch der Schutzumfang.
Aus der Sicht freier Projekte, die eine reiche Public Domain oder eine Digitale Allmende fordern, ist es wünschenswert, wenn die Schöpfungshöhe besonders hoch angesetzt wird, damit möglichst viel zum frei verwertbaren Allgemeingut gehört.

### Weitere Anforderungen
Werkteile genießen selbständigen Schutz, wenn sie für sich allein als individuelle geistige Schöpfungen angesehen werden können.
Abgeleitete Werke (engl. derivative work) sind Neuerschaffungen, die auf einem vorangegangenen urheberrechtlich geschützten Werk beruhen, so z. B. Derivate in der Softwareentwicklung.
Auch wenn die Schwelle der Schöpfungshöhe nicht erreicht wird, kann sich ein Schutz insbesondere bei Lichtbildern aus verwandten Schutzrechten, den Leistungsschutzrechten ergeben. Wenn keines der urheberrechtlichen Schutzrechte gegeben ist, so etwa bei gemeinfreien Werken oder Leistungen unterhalb der Schöpfungshöhe kommt allerdings nur im gewerblichen Bereich noch ein Schutz vor Leistungsübernahme aus Unlauterem Wettbewerb in Betracht.

## Gesetzeslage in Österreich
Das Bundesgesetz über das Urheberrecht an Werken der Literatur und der Kunst und über verwandte Schutzrechte, kurz Urheberrechtsgesetz (UrhG) enthält in § 1 die Definition des Urheberrechts und in §§ 2 bis 9 die Auflistungen der geschützten Werkarten.
Der Oberste Gerichtshof hat seine Rechtsprechung seit Ende der 1980er Jahre gewandelt und stellt seitdem keine erhöhten Ansprüche mehr. Es genügt, dass ein Werk objektiv als Kunst identifiziert werden kann und sich von anderen Werken ausreichend unterscheidet.

## Definition in der Schweiz
Hier sind gemäß § 2 Abs. 1 URG Werke solche „geistige Schöpfungen der Literatur und Kunst unabhängig von ihrem Wert oder Zweck“, die „individuellen Charakter“ haben.

## Rechtslage in weiteren Ländern
- Deutsches Urheberrecht
- Urheberrecht (DDR)
- Urheberrecht der Schweizerischen Eidgenossenschaft
- Urheberrecht (Vereinigte Arabische Emirate)
- Copyright law (Vereinigte Staaten)